# 中村俊輔
中村 俊輔（なかむら しゅんすけ、1978年6月24日 - ）は、神奈川県横浜市戸塚区出身の元プロサッカー選手、サッカー指導者。現役時代のポジションはミッドフィールダー（MF）。元日本代表。現在は横浜FCのコーチを務める。
2000年・2013年にJリーグMVPを獲得。Jリーグ史上初のMVP複数回受賞者。ほかにアジアカップ2004MVP、2006-07スコティッシュ・プレミアリーグMVPなどの受賞歴がある。

## プロ入り前
横浜市瀬谷区で男4兄弟の四男として生まれた。俊輔の名前は、作曲家の菊池俊輔から母親が命名した。3歳でサッカーボールを蹴りだした。4歳の時、一家は横浜市戸塚区に引っ越した。幼稚園の体操教室では古沼貞雄にも教えを受けた若林可夫の指導を受けた。1985年、深園FCに入団し、サッカーを始める。1991年4月横浜市立深谷中学校に入学、倍率50倍のセレクションに合格し日産（1993年から横浜マリノス）のジュニアユースに所属し、2度の全国制覇を経験したが、ユースへの昇格が出来ず、1994年に桐光学園高校へ進学しサッカー部に入部、1年生次には雑用も経験した。2年生次には第74回全国高等学校サッカー選手権大会に出場し、3年生次には第75回全国高等学校サッカー選手権大会で準優勝を果たした。同じフリーキックの名手・木村和司に憧れ、中学時代に木村の練習を見て「（シュートが）どれだけ曲がって落ちるのかという衝撃とフリーキッカーの格好良さ」を覚えたという。

## クラブ経歴

### 横浜マリノス時代
1997年、横浜マリノス（現・横浜F・マリノス）に加入する。5月3日のベルマーレ平塚戦で直接FKからJリーグ初ゴールを決めた。マリノスにおいて最初の2シーズンの背番号は25番だった。1997年シーズンのJリーグ優秀新人賞を受賞した。。1998年9月15日、2ndステージ第5節の横浜フリューゲルスとのダービーでは決勝ゴールを奪った、このゴールは珍しいヘディングのゴールであった。
1999年のシーズンから、10番に背番号を変更した。またこのシーズンにはJリーグベストイレブンを初受賞する。
2000年のシーズンは、22歳でJリーグ最優秀選手賞、日本年間最優秀選手賞を受賞した。Jリーグ最優秀選手賞受賞者の中では最年少である。

### レッジーナ時代
2002年5月、2002 FIFAワールドカップ日本代表への招集が有力視されていたが、代表合宿で痛めていた足首のケガが長引いたことや、当時の日本代表監督であったトルシエの選考基準に合致しなかったことなどで落選した。ケガが癒えた直後の同年7月、イタリアのセリエAのレッジーナに移籍。8月18日、コッパ・イタリアで対戦したターラント戦で公式戦デビューを果たすと、初ゴールも決めた。リーグ第2節のペルージャ戦でセリエAデビューを果たした。リーグ第3節のインテル戦でリーグ戦初ゴールを決めると、その後の2試合でも連続して得点を記録した。レギュラーを確保しプレースキッカーやPKキッカーもを任され、7得点を（すべてFKとPKによる得点)挙げた。チームはプレーオフでアタランタを破って、セリエA残留を果たした。
2003年6月、FIFAコンフェデレーションズカップ2003で、3得点を挙げ『ブロンズシューズ賞』を受賞した。2003-04シーズンは、故障を繰り返したことが響いて欠場することが多く、リーグ戦の出場機会が大幅に激減、ブレシア戦で2得点を挙げただけに終わった。
2004年2月、横浜マリノス時代のチームメート奥大介の夫人・佐伯日菜子（当時）の紹介で知り合ったタレント経験のある元ペットショップ店員と結婚。同年7月、8月に行われたアジアカップ中国大会では、最優秀選手に選ばれた。
セリエA3年目となる2004-2005シーズンは、終盤数戦こそ恥骨炎や膝の負傷などで途中出場があったがほぼスターティングメンバーとして戦いクラブ創設以来の最高順位に貢献。2005年3月にはガゼッタ・デロ・スポルトからレジーナの歴代ベストイレブンに選出された。同年6月、FIFAコンフェデレーションズカップ2005で、1得点2アシストをあげベストイレブンに選出。セルティックFCの監督、ストラカンにプレーを高く評価されセルティックに移籍することとなった。

### セルティック時代

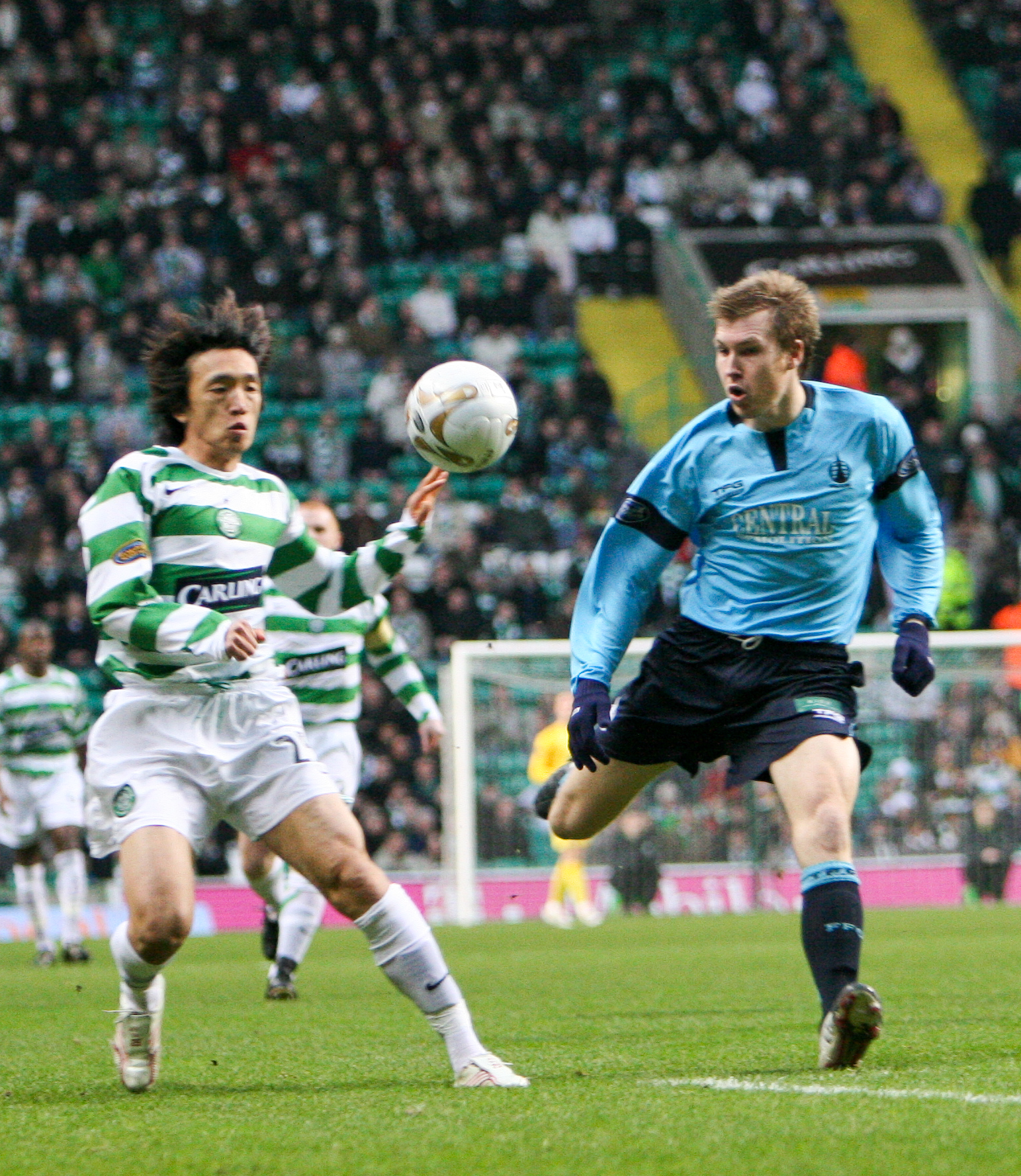
セルティックでプレーする中村（左、2006年）

セリエAで3年間プレーした後、2005年7月に、スコティッシュ・プレミアリーグ（SPL）（UEFAヨーロッパリーグランキング10位）の2強の一角であるセルティックへ移籍（移籍金は推定250万ポンド、約4億9000万円）。リーグ優勝と国内カップ戦優勝の2冠を獲得した。
2006年9月、2006-07シーズンのUEFAチャンピオンズリーグに初出場する。グループリーグ第1戦、オールド・トラッフォードで開催されたマンチェスター・ユナイテッド戦でフリーキックによる得点をあげ、UEFAチャンピオンズカップからUEFAチャンピオンズリーグ（以下CL）に改編されてからの日本人初得点者となった。続く対マンチェスター・ユナイテッド戦でもFKから得点、決勝トーナメント進出を果たす。これはセルティックにとって現行のCLとなって初、日本人選手としても初めての快挙である。2006年10月14日、ダンディー・ユナイテッドFC戦で海外リーグ戦における自身初のハットトリックを決めた。
2007年4月、セルティックのリーグ戦連覇が決まり、実質日本人で初めて欧州リーグで連覇を経験した選手となった。2006-07シーズンではリーグトップの12アシストを挙げ、スコットランドPFA年間最優秀選手賞、スコティッシュ・プレミアリーグベストイレブン、スコットランド・サッカー記者協会年間最優秀選手賞を受賞、年間ベストゴール賞 も獲得した。アジア人の選手による欧州リーグでのMVP獲得は初となる快挙でもあった。

### エスパニョール時代
2009年6月22日、横浜F・マリノスなどのオファーを断り、スペイン1部リーグのRCDエスパニョールへの移籍が決定した。Goal.comが報じたところによると、「日本人ミッドフィルダーには大きな期待が寄せられたが、スペインでの最初のシーズンはうまくはいかなかった」。マウリシオ・ポチェッティーノ監督は中村がエスパニョールで本来のプレーをすることができなかった理由として、「適応」（西: adaptación）を挙げた。セルティック時代の恩師ゴードン・ストラカンが監督を務めるイングランド2部所属のミドルスブラFCよりレンタル移籍のオファーを受ける。しかし、2部への移籍となることなどから中村本人が移籍を拒否、代理人が説得へ向かうも中村が拒否したことで、エスパニョールに残留することとなった。後の2021年にエスパニョールについて「アジリティ、戦術理解度、フィジカル能力が高い。ずる賢いし、ハードワークしなければならない。全部が備わっている」と回顧し「上手くなるし、自信もなくなるよ」としながらも、「乾君は凄いと思う。自分の地位、同じクラブで左サイドのポジションを確立して、ずっとレギュラーを獲り続けたというのは、プレーもそうだけど、みんなから一目置かれる人間としての器も大きかったんだと思う」「もちろん、乾君みたいにうまくいくこともあるし、久保君みたいに若くして行って、揉まれてという成功もあるけど、2部であったとしても成功だと思う。」とラ・リーガでプレーする後輩を称えている。「半年しかいられなかったけど、一番濃かった。得るものはあった」と話した。2010年2月28日、かつて所属した横浜F・マリノスに移籍が決まった。

### 横浜F・マリノス時代（第2期）
2002年以来のJリーグ復帰となったこの2010年シーズンでは、リーグ戦全34試合のうち32試合に出場を果たした。
2011年1月25日、チームは中村俊輔のキャプテン就任を発表し、本人はその中でキャプテン就任について「光栄な事」と語った。3月29日、東北地方太平洋沖地震復興支援チャリティーマッチ がんばろうニッポン!にドラガン・ストイコビッチ率いるJリーグ TEAM AS ONEの一員として参加した。
2013年は自身初のリーグ年間2桁得点を記録、またJ1第30節大分戦では通算17点目となる直接フリーキックを決め、遠藤保仁が持っていたJ1のフリーキック最多得点記録を更新。しかし、11月に胆のう炎で入院し一時チームを離脱。1週間後に退院するも、その後チームは失速し9年ぶりのJリーグ優勝を逃してしまった。それでも、その年のJリーグアウォーズでは史上初の2度目のそして当時最年長でのMVPを受賞した(2016年に中村憲剛が最年長での受賞記録を更新)。この受賞について、古巣セルティックからも公式ホームページを通じて祝福のコメントが送られた。
2015年1月、5季連続となる主将への就任が決まった。2月16日に左足首の手術を受け、同月20日に退院。その後4月22日に今季公式戦に初出場を果たすも、5月には肉離れで再離脱となった。7月19日のガンバ大阪戦で今季はじめてフル出場。同試合で直接フリーキックを決め、J1直接フリーキック得点ランキング単独1位に躍り出た。このゴールは7月の月間ベストゴールに選ばれた他、イギリスメディアからも称賛された。その後、8月29日の浦和戦、10月3日の仙台戦でも直接フリーキックを決め、日本代表に選出されているG大阪の東口順昭、浦和の西川周作、仙台の六反勇治と現役日本代表GK全てから得点を決めている。
2016年1月、クラブ史上最長の6季連続となる主将就任が決まった。開幕戦はインフルエンザの発症により欠場するも、第2節の福岡戦で初出場し、直接フリーキックを決めた。その一方、シティ・フットボール・グループの意向が強く反映され、中澤佑二や栗原勇蔵といった多くの功労者に対して減俸・あるいは戦力外という判断を下したマリノスの強化方針への不信感が強まり、シーズン終了後には「マリノス退団へ」との報道も飛び交った。年末には、かつて共に日本代表で戦った名波浩率いるジュビロ磐田と移籍を視野に交渉した。

### ジュビロ磐田時代
2017年1月7日夜、共同通信社が速報で磐田との大筋契約合意を伝え、1月8日に両クラブから正式に発表された。横浜FMからは年俸1億2000万円の提示を受けていたが「サッカーだけに向き合い、燃え尽きたい」と8000万円を提示した磐田への移籍を決めた。横浜FM側から見ればこの移籍による損失は大きく、公式サイトで声明を出すまでに至っている。開幕戦のC大阪戦からスタメンでフル出場し、その試合の走行距離は両チーム合わせて一番だった。3月11日に行われた第3節の大宮アルディージャ戦で移籍後初の得点を得意のフリーキックで決めた。4月1日、第5節の清水エスパルス戦では初の静岡ダービーに挑み、3得点に絡む活躍で勝利に貢献した。最終的には、シーズン30試合5得点を挙げ、昨季13位で残留争いをしていたチームを6位でシーズンを終えるなど加入1年目からチームの中心選手として活躍した。
2018年シーズン序盤は、レギュラーとして出場するも右足の怪我の影響で6月に手術を行った。9月頃から復帰を果たすもリーグ戦16試合の出場となり、Jリーグで自身初めてとなる無得点でシーズンを終えた。J1参入プレーオフ終了後、同シーズン限りで磐田との契約が切れることを明かし、来季の動向について明言しなかった。12月14日、『スポーツパラダイス』に磐田の名波監督が出演し、クラブとしてオファーを提示していることを明かした。
2019年1月9日、磐田残留が報じられ、1月12日、加入後3年目となる2019年シーズンも背番号10を背負い、磐田でプレーすることが明らかになった。また、40歳は2019年シーズンJ1最年長となる。開幕戦の松本山雅FCとの試合にスタメン出場するも、その後は故障の影響もあり、移籍が決定した7月まででリーグ戦2試合のみの出場となった。

### 横浜FC時代
2019年7月11日、横浜FCに移籍することが発表された。自身初のJ2リーグでのプレーとなる。7月31日の第25節・レノファ山口戦で移籍後初出場を果たし、10月27日の第38節東京ヴェルディ戦で移籍後初ゴールを決めた。この得点は、J2の「10月度ベストゴール」に選出された。怪我の影響もあり、デビュー戦後は欠場する試合もあったものの10試合に出場し、チームのJ1昇格に貢献した。
2020年シーズンは、2月23日に行われたヴィッセル神戸戦で開幕スタメンに名を連ねた。神戸に元スペイン代表のアンドレス・イニエスタが所属している事もありメディアから注目され、中村とイニエスタが対戦したのは2007-08シーズンにセルティックとバルセロナがCLで戦って以来13年ぶりとなった。しかし、この年はリーグ戦10試合のみの出場となり、初めて1年間通して無得点のシーズンとなった。
2021年シーズン、背番号を10番に変更。2年連続で開幕スタメンとなり42歳8カ月3日でJ1開幕最年長スタメンを記録した。第8節以降はコンディション不良でベンチ外となり、第21節から最終節まではベンチスタートとなった。チームは、リーグ戦20位となりJ2降格となった。シーズン終了後に、引退を考えるも家族の後押しで現役続行を決断した。
2022年シーズン、背番号を25番に変更。開幕戦の大宮戦に途中出場。43歳7カ月26日での出場はJ2歴代3位の年長記録となった。3月13日、第4節の水戸ホーリーホック戦では、コーナーキック直前の83分に途中出場すると、そのコーナーキックを桐光学園の後輩である小川航基が頭で合わせて、ファーストタッチでアシストしてチームの逆転勝利に貢献した。
2022年10月17日、各メディアにおいて今季限りで現役を引退することが報じられた。翌18日、クラブを通じて正式に現役引退を発表した。現役最後の試合は10月23日に行われたロアッソ熊本戦となり、勝利して有終の美を飾った。

## 代表経歴

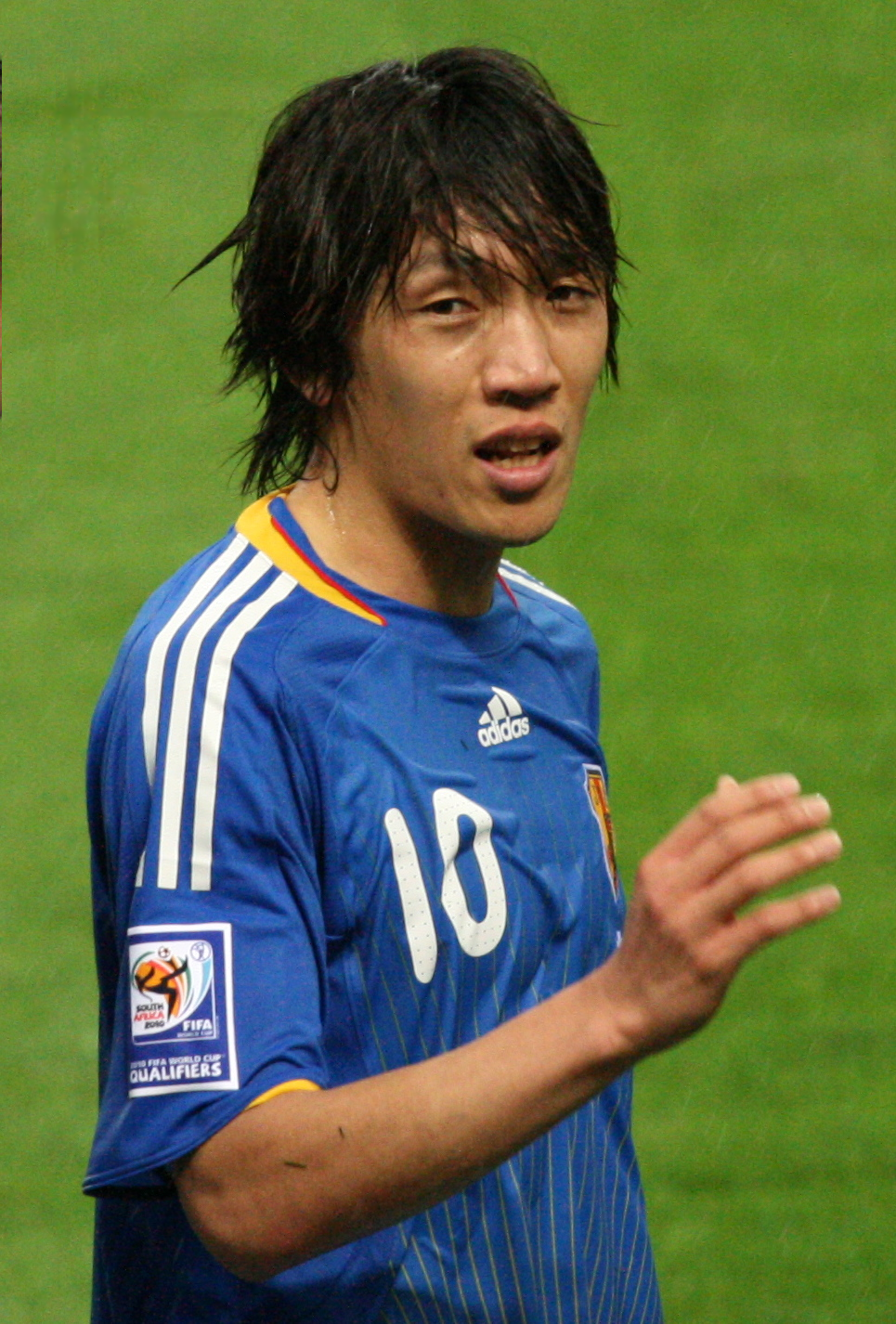
日本代表時代（2008年）

1996年、AFCユース選手権1996の日本代表に選出され、6試合に出場しカタール戦では1得点を決めた。
1997年、1997 FIFAワールドユース選手権に出場し、コスタリカ戦で1得点を決めた。
1998年初頭にはフル代表合宿に初参加した。2月15日のオーストラリア戦で岡田武史が監督を務めるフル代表に初招集されたが、このときは試合に出場することはできなかった。同年12月にはアジア大会U-23日本代表に選出され、クウェート戦で1得点を決めた。
1999年、シドニーオリンピックの1次予選では小野と司令塔のポジションを争ったが、最終予選では怪我の小野に代わって召集された中田が司令塔を担い、俊輔は主に左サイドで起用された。
11月6日、五輪出場へ王手をかけたホーム国立競技場で行われたカザフスタン戦では、勝利と本大会出場を確実なものとするダメ押しの3点目を直接FKで決めるなど、1ゴール1アシストの活躍でチームに貢献。
2000年、U-23代表に選出され、シドニーオリンピックにて4試合に先発出場した。2月13日には、AFCアジアカップ2000 (予選) のシンガポール戦でフル代表として初出場し、同月16日にブルネイ戦にてフル代表初得点を決める。アジアカップ本戦では優勝とベストイレブンを受賞した。
2001年3月24日のスタッド・ドゥ・フランスで行われたフランス代表戦に先発出場するも、当時の世界王者を相手に0-5で大敗する衝撃的なゲームとなり、前半のみの出場で終わる。さらに所属する横浜FMが残留争いに巻き込まれた影響もあり、代表の招集から遠ざかり、年内最後のイタリア戦には招集されるも、ベンチのまま出場できずに終わった。
2002年2月には東京、渋谷の東急百貨店東横店壁面への日本代表オフィシャル・ユニフォーム、巨大広告に起用されるなど、2002 FIFAワールドカップ日本代表への招集が期待されていたが、5月、代表合宿で痛めていた足首のケガが長引いたことや、当時の日本代表監督であったトルシエの選考基準に合致しなかったことなどで落選した。
ジーコが代表監督になると、すぐさま招集され10番を与えられ中心選手として起用される。2003年6月、FIFAコンフェデレーションズカップ2003で、3得点を挙げ『ブロンズシュー賞』を受賞した。
AFCアジアカップ2004では、全ての試合で司令塔を任され、決勝でも全得点に絡むなどし優勝に貢献、大会最優秀選手に選ばれた。
2005年6月、FIFAコンフェデレーションズカップ2005で、1得点 を挙げてベストイレブンに選出。セルティックの監督、ストラカンにプレーを高く評価されセルティックに移籍することとなった。
2006年6月、2006 FIFAワールドカップ日本代表に選出された。しかし体調不良と重なりパフォーマンスが低下。それでもジーコ監督からの信頼は高く、すべての試合にフル出場。第1戦のオーストラリア戦では自身のW杯における唯一となる得点を決めたが、最終的に0勝1分2敗の成績でグループステージで敗退した。
2007年3月24日、キリンチャレンジカップ・ペルー戦は、オシムジャパン発足してからの初選出となり、2アシストで勝利に貢献した。中田が前回のW杯を最後に引退した事もあり、その後3年間はチームの王様として君臨し常に代表を牽引していった。

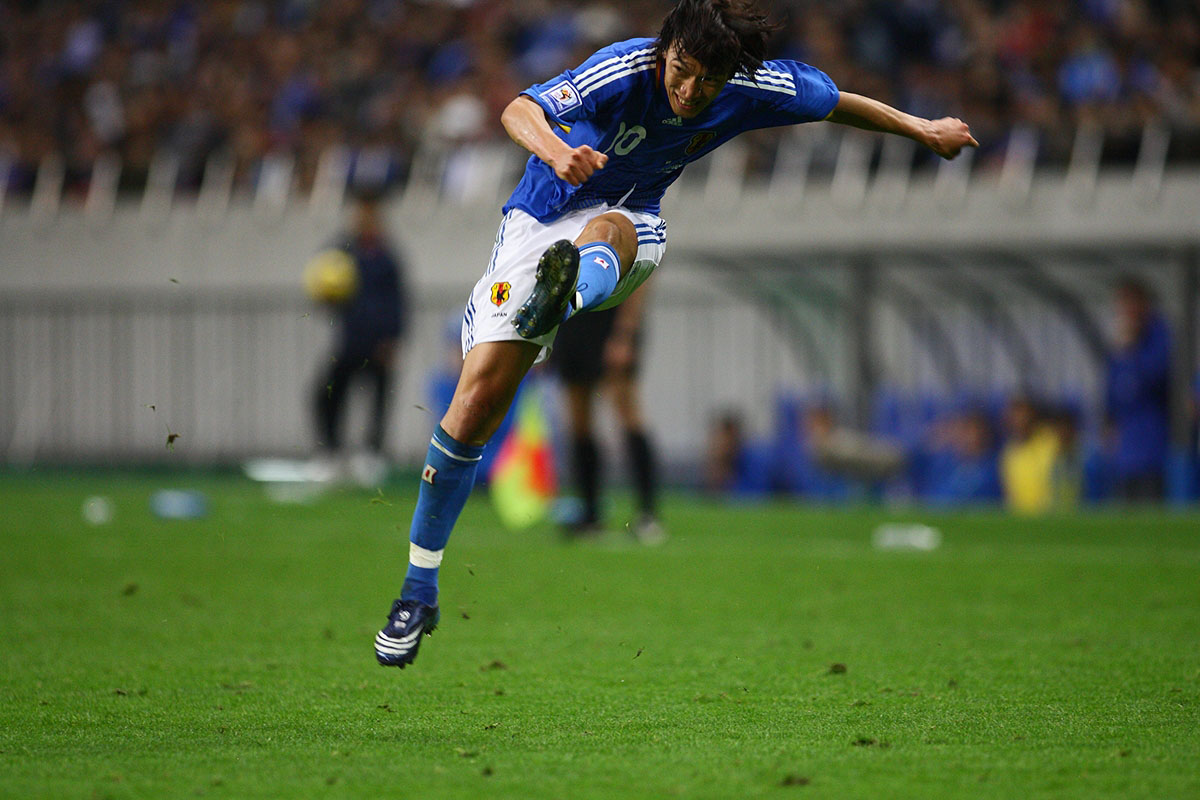
2010 FIFAワールドカップ・アジア最終予選のプレー（2008年）

代表の監督が岡田武史に変わってからも引き続きチームの軸として起用される。南アフリカで行われた2010 FIFAワールドカップに向けては「選手人生の集大成」と意気込んでいたが、スペイン移籍の失敗やJリーグでの負傷が原因で大会を前に不調になっていく。大会直前になりチームが連敗を続けると、岡田監督は本大会で戦術や選手起用の大幅な変更を決断し、一向に調子の上がらない俊輔をベンチに置く決断をする。結果的に本大会ではグループリーグ第2戦の対オランダ戦において64分から途中出場するにとどまった
。帰国後の7月1日に、このワールドカップを最後に日本代表を引退する意思を表明した。

## 現役引退後
2023年シーズンより横浜FCのコーチとしてセカンドキャリアをスタートさせることを発表した。
日本サッカー協会のロールモデルコーチに就任する。
2023年12月17日にニッパツ三ツ沢球技場で引退試合が行われる。 田中マルクス闘莉王や内田篤人、2023年シーズン限りで引退した小野伸二など交友のある豪華メンバーが集まった。また、出場者名簿には亡き盟友の松田直樹、奥大介の名前も入っている。詳細は「大会公式サイト」を参照。
2025年2月10日、指導者プロライセンス認定が承認され、今後は日本代表やJリーグトップチームの指揮を執れるようになった。

## プレースタイル

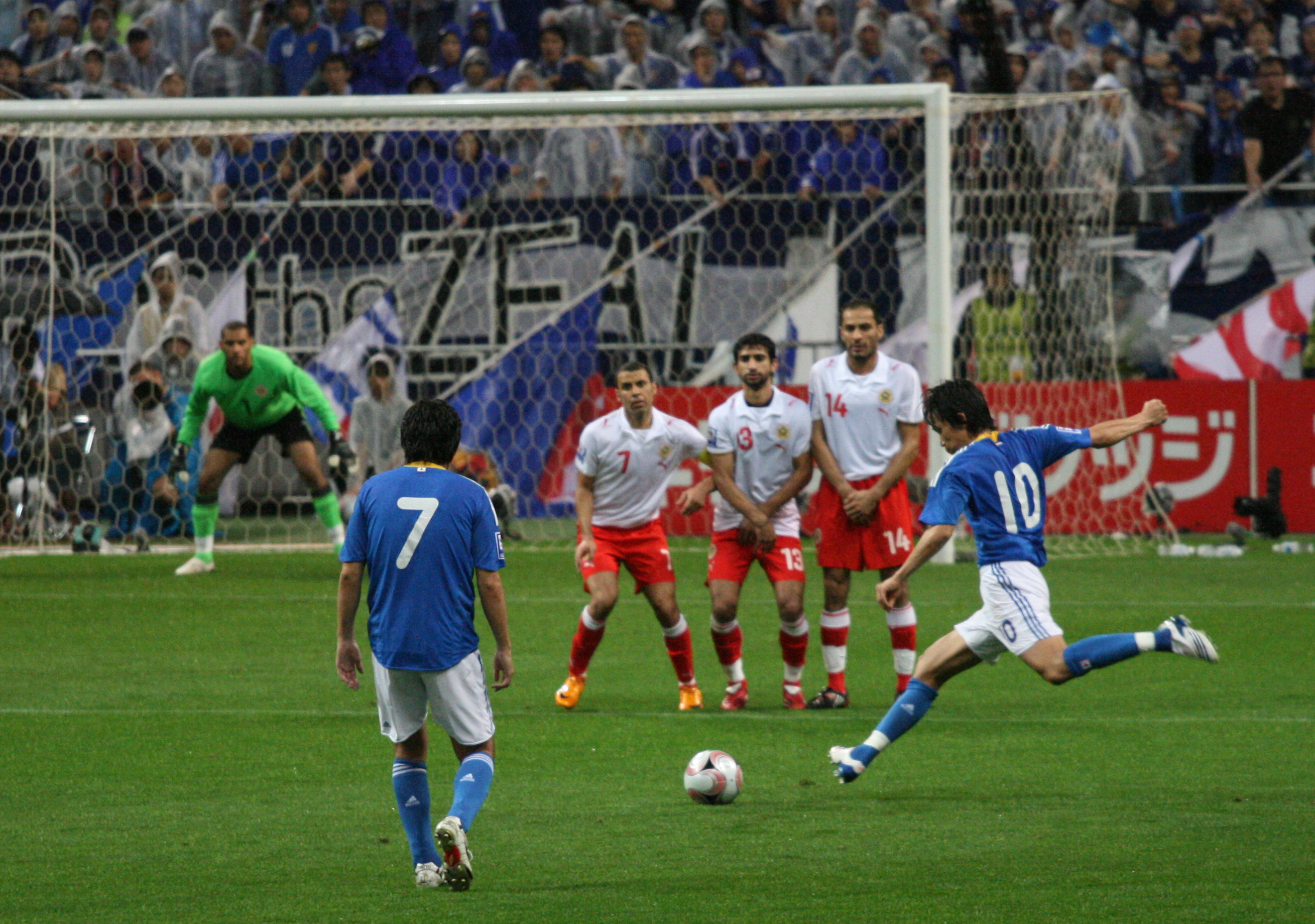
フリーキックを蹴る中村俊輔

様々な名場面を生み出した左足は、"黄金の左足"と言われた。プレースキックの名手とされており、特に直接フリーキックを得意としている。ゴールに対して角度のあまりない位置から助走するのが特徴で、軸足を地面に滑り込ませるように踏み込み、勢いそのままに上半身を押し出しながら巻き上げるように足を振り抜く、独特のフォーム（画像を参照）である。元々は大きく弧を描くキックを得意としていたが、レッジーナ移籍以降はスピードに重点を置いたキックを多用する。そのため、通常の選手はカーブフリーキックの球は90km/hほどだが、中村は100km/hのボールを蹴ることができる。

### プロサッカー関係者の評価
レッジーナ時代には、監督のマッツァーリは「ナカムラはバッジョのようなもので、FWもできるし、MFもできる。素質のある選手はDFを抜くこともパスも出せるんだ」と評した。プランデッリは中村について「創造性があって、相手をかわす能力を持った選手だ」と評した。
セルティック時代には、契約した数日後に参加した練習でFKをどの選手が蹴るかのコンテストがあり、そこで10本中10得点を決めてFKキッカーを任されるようになった。指揮官であるストラカンは「彼は天才だ」という言葉を残し、巷でタックルができない選手だと批判されていることについて異議を唱えた。チームメイトであったドナーティは「ナカは技術面ではチームでナンバー1だ。他にもマクギーディやブラウンら上手い選手はいるけど、ナカは別格」と述べている。
エスパニョールでチームメイトであったデ・ラ・ペーニャは「ナカはチーム内で一番技術が高い選手だ」と述べた。
元日本代表監督であったフィリップ・トルシエは2010年5月、守備能力を考えた場合、中村をW杯で起用しないことも検討するべきとコメントした。
パヴェル・ネドヴェドはインタビューにて日本人選手について問われた際、中村のテクニックを称賛している。
本田圭佑は2009年9月5日のオランダとの親善試合（オランダ・エンスヘデ）の後半18分に、FKキッカーをめぐり、当時絶対的な存在だった中村と衝突したが、「後にも先にも、シュンさんよりFKがうまいと思ったことは一度もない。ただ、あの時は蹴りたかったから主張した」と述べている。
ヨシップ・イリチッチはセットプレーにおいて影響を受けた選手を問われた際、「セルティックにいたナカムラだ。彼は世界一だよ」と述べた。

### スポーツ科学の見地から
筑波大学体育専門学群教授の浅井武（サッカー方法論）は、中村がフリーキックで蹴る「カーブシュート」の回転速度は毎秒7.5回転程度、ボールのスピードは時速99.7～101キロで（これは世界有数の高速だという。）、25メートル飛ぶ間に横に3メートル以上曲がるとみる。また、ボールの回転軸が斜めであるため、ゴール付近で急激に落ちる軌道になるという。浅井は「中村は体を傾け、全身のバネを使って、大きなパワーを生み出している」とも言う。
また、ボールが無回転で揺れる、いわゆる「ブレ球」のシュートを打つことがある。浅井は一般的な「ブレ玉」の蹴り方として、(1)ボールの中心をける(2)足を押し出すようにける（並進運動）(3)強くける（時速72キロ以上）の3点を挙げるが、名古屋大学総合保健体育科学センター体育科学部准教授の布目寛幸（スポーツ科学, スポーツバイオメカニクス）は、中村と本田圭佑の蹴り方を比較分析した上、中村の「ブレ玉」の蹴り方について「本田より内側（インサイド寄り）の得意とする部分でけっている。それ以外の原理は同じだ。」と指摘した。
ピッチに入り乱れる選手の位置を瞬時に把握し、的確なプレーにつなげるには、「スポーツビジョン」（スポーツに必要な視力）と視野の広さが必要と言われる。その中でもサッカーでは、わずかなスペースを見つける能力である深視力の重要性が指摘されている。スポーツビジョン研究会代表の真下一策は、「選手の位置関係を立体的に認識するのが深視力。日本代表らJリーグのトップ選手と、それ以外の選手を比較すると、深視力だけが、最も開きがあった。」「糸を引くようなパスを次々通す人は、位置関係を俯瞰できる能力にたけている。」と述べ、また中村の深視力について過去に中村を指導した経験を持つ浦和アカデミーセンターコーチの池田誠剛は、「シュンは深視力の数値が良かった。」と証言している。

### その他
中村のフリーキックは世界的にも評価が高く、海外メディアが選出する名キッカーのランキングにも度々選出されている。
2020年1月に放送されたスポーツバラエティ番組『夢対決!とんねるずのスポーツ王は俺だ!スペシャル』（テレビ朝日）では、サッカーボールでは無くラグビーボールでいつものスタイルで蹴り、25mの距離にある直径70cmの的に一発で当てた。これについて英新聞『Scottish Sun』は、「セルティックの英雄である中村がラグビーボールで的にヒットさせる驚愕のテクニックを披露」と取り上げた。
2020年4月、イギリスメディアの選ぶ21世紀の日本代表ベスト11に選ばれた。
このような実績によって日本だけでなく海外でも人気がある選手となった。

## 人物
2004年に一般女性と結婚し、子どもが5人（息子4人、娘1人）いる。2012年には日本メンズファッション協会からベストファーザー賞に選ばれている。
代表のチームメイトである、中澤佑二や遠藤保仁と仲が良い。かつてチームメイトだった川口能活を「師匠のような存在」と慕っている。解説者の中西哲生と親交がある。
先輩ながらに後輩にあたる長友佑都を尊敬している。
引退試合のスタジアムとなったニッパツ三ツ沢球技場は、初めてのサッカー観戦の地で、父親と日産自動車vs読売クラブの両クラブの10番木村和司にラモス瑠偉を観てああなりたいと思ったのがすべての始まりと語り、小学、高校時代に県大会の決勝戦も、プロ初出場、初ゴールも三ツ沢で、「プロに入ってもここがホームで地元にこういう場所があって、地元にJリーグのチームがあるのは非常に運が良かったと思います」と語った。

## 所属クラブ
- 1985年 - 1991年 深園FC[1]（横浜市立深谷台小学校）
- 1991年 - 1994年 日産FCジュニアユース/横浜マリノスジュニアユース（横浜市立深谷中学校）
- 1994年 - 1997年 桐光学園高等学校
- 1997年 - 2002年7月 横浜マリノス/横浜F・マリノス
- 2002年8月 - 2005年7月 レッジーナ
- 2005年8月 - 2009年6月 セルティックFC
- 2009年6月 - 2010年2月 RCDエスパニョール
- 2010年2月 - 2016年 横浜F・マリノス
- 2017年 - 2019年7月 ジュビロ磐田
- 2019年7月 - 2022年 横浜FC

## 個人成績
| 国内大会個人成績 | 国内大会個人成績 | 国内大会個人成績 | 国内大会個人成績 | 国内大会個人成績 | 国内大会個人成績 | 国内大会個人成績 | 国内大会個人成績 | 国内大会個人成績 | 国内大会個人成績 | 国内大会個人成績 | 国内大会個人成績 |
| 年度             | クラブ           | 背番号           | リーグ           | リーグ戦         | リーグ戦         | リーグ杯         | リーグ杯         | オープン杯       | オープン杯       | 期間通算         | 期間通算         |
| 年度             | クラブ           | 背番号           | リーグ           | 出場             | 得点             | 出場             | 得点             | 出場             | 得点             | 出場             | 得点             |
| 日本             | 日本             | 日本             | 日本             | リーグ戦         | リーグ戦         | リーグ杯         | リーグ杯         | 天皇杯           | 天皇杯           | 期間通算         | 期間通算         |
| ---------------- | ---------------- | ---------------- | ---------------- | ---------------- | ---------------- | ---------------- | ---------------- | ---------------- | ---------------- | ---------------- | ---------------- |
| 1997             | 横浜M            | 25               | J                | 27               | 5                | 3                | 0                | 1                | 0                | 31               | 5                |
| 1998             | 横浜M            | 25               | J                | 33               | 9                | 4                | 1                | 0                | 0                | 37               | 10               |
| 1999             | 横浜FM           | 10               | J1               | 26               | 7                | 4                | 0                | 3                | 1                | 33               | 8                |
| 2000             | 横浜FM           | 10               | J1               | 30               | 5                | 4                | 1                | 2                | 0                | 36               | 6                |
| 2001             | 横浜FM           | 10               | J1               | 24               | 3                | 6                | 2                | 1                | 0                | 31               | 5                |
| 2002             | 横浜FM           | 10               | J1               | 8                | 4                | -                | -                | -                | -                | 8                | 4                |
| イタリア         | イタリア         | イタリア         | イタリア         | リーグ戦         | リーグ戦         | イタリア杯       | イタリア杯       | オープン杯       | オープン杯       | 期間通算         | 期間通算         |
| 2002-03          | レッジーナ       | 10               | セリエA          | 32               | 7                | 4                | 1                | -                | -                | 36               | 8                |
| 2003-04          | レッジーナ       | 10               | セリエA          | 16               | 2                | 2                | 0                | -                | -                | 18               | 2                |
| 2004-05          | レッジーナ       | 10               | セリエA          | 33               | 2                | 0                | 0                | -                | -                | 33               | 2                |
| スコットランド   | スコットランド   | スコットランド   | スコットランド   | リーグ戦         | リーグ戦         | S・リーグ杯      | S・リーグ杯      | スコティッシュ杯 | スコティッシュ杯 | 期間通算         | 期間通算         |
| 2005-06          | セルティック     | 25               | S・プレミア      | 33               | 6                | 4                | 0                | 1                | 0                | 38               | 6                |
| 2006-07          | セルティック     | 25               | S・プレミア      | 37               | 9                | 0                | 0                | 5                | 0                | 42               | 9                |
| 2007-08          | セルティック     | 25               | S・プレミア      | 26               | 6                | 0                | 0                | 4                | 1                | 30               | 7                |
| 2008-09          | セルティック     | 25               | S・プレミア      | 32               | 8                | 3                | 1                | 2                | 0                | 37               | 9                |
| スペイン         | スペイン         | スペイン         | スペイン         | リーグ戦         | リーグ戦         | 国王杯           | 国王杯           | オープン杯       | オープン杯       | 期間通算         | 期間通算         |
| 2009-10          | エスパニョール   | 7                | プリメーラ       | 13               | 0                | 2                | 0                | -                | -                | 15               | 0                |
| 日本             | 日本             | 日本             | 日本             | リーグ戦         | リーグ戦         | リーグ杯         | リーグ杯         | 天皇杯           | 天皇杯           | 期間通算         | 期間通算         |
| 2010             | 横浜FM           | 25               | J1               | 32               | 5                | 1                | 0                | 2                | 1                | 35               | 6                |
| 2011             | 横浜FM           | 25               | J1               | 24               | 4                | 2                | 0                | 5                | 2                | 31               | 6                |
| 2012             | 横浜FM           | 25               | J1               | 31               | 6                | 3                | 0                | 5                | 2                | 39               | 8                |
| 2013             | 横浜FM           | 25               | J1               | 33               | 10               | 10               | 2                | 6                | 1                | 49               | 13               |
| 2014             | 横浜FM           | 10               | J1               | 32               | 3                | 1                | 0                | 0                | 0                | 33               | 3                |
| 2015             | 横浜FM           | 10               | J1               | 19               | 3                | 0                | 0                | 2                | 0                | 21               | 3                |
| 2016             | 横浜FM           | 10               | J1               | 19               | 4                | 1                | 1                | 3                | 1                | 23               | 6                |
| 2017             | 磐田             | 10               | J1               | 30               | 5                | 0                | 0                | 1                | 0                | 31               | 5                |
| 2018             | 磐田             | 10               | J1               | 16               | 0                | 2                | 0                | 0                | 0                | 18               | 0                |
| 2019             | 磐田             | 10               | J1               | 2                | 0                | 0                | 0                | 0                | 0                | 2                | 0                |
| 2019             | 横浜FC           | 46               | J2               | 10               | 1                | -                | -                | 1                | 0                | 11               | 1                |
| 2020             | 横浜FC           | 46               | J1               | 10               | 0                | 0                | 0                | -                | -                | 10               | 0                |
| 2021             | 横浜FC           | 10               | J1               | 12               | 0                | 1                | 0                | 1                | 0                | 14               | 0                |
| 2022             | 横浜FC           | 25               | J2               | 6                | 0                | -                | -                | 0                | 0                | 6                | 0                |
| 通算             | 日本             | 日本             | J1               | 408              | 73               | 42               | 7                | 32               | 8                | 482              | 88               |
| 通算             | 日本             | 日本             | J2               | 16               | 1                | -                | -                | 1                | 0                | 17               | 1                |
| 通算             | イタリア         | イタリア         | セリエA          | 81               | 11               | 6                | 1                | -                | -                | 87               | 12               |
| 通算             | スコットランド   | スコットランド   | S・プレミア      | 128              | 29               | 7                | 1                | 12               | 1                | 147              | 31               |
| 通算             | スペイン         | スペイン         | プリメーラ       | 13               | 0                | 2                | 0                | -                | -                | 15               | 0                |
| 総通算           | 総通算           | 総通算           | 総通算           | 646              | 114              | 57               | 9                | 45               | 9                | 748              | 132              |

その他の公式戦
- 2000年
  - Jリーグチャンピオンシップ 2試合0得点
- 2003年
  - セリエA 残留・昇格プレーオフ 1試合0得点
- 2007年
  - UEFAチャンピオンズリーグ 予備予選3回戦 2試合0得点
- 2014年
  - スーパーカップ 1試合0得点
- 2018年
  - J1参入プレーオフ 1試合0得点

| 国際大会個人成績 | 国際大会個人成績 | 国際大会個人成績 | 国際大会個人成績 | 国際大会個人成績 |
| 年度             | クラブ           | 背番号           | 出場             | 得点             |
| UEFA             | UEFA             | UEFA             | UEFA CL          | UEFA CL          |
| ---------------- | ---------------- | ---------------- | ---------------- | ---------------- |
| 2006-07          | セルティック     | 25               | 8                | 2                |
| 2007-08          | セルティック     | 25               | 4                | 0                |
| 2008-09          | セルティック     | 25               | 5                | 0                |
| AFC              | AFC              | AFC              | ACL              | ACL              |
| 2014             | 横浜             | 10               | 5                | 0                |
| 通算             | UEFA             | UEFA             | 17               | 2                |

出場歴
- 1997年3月8日 公式戦初出場 - ナビスコカップ予選 vsヴェルディ川崎戦（国立競技場）
- 1997年4月16日 Jリーグ初出場 - J 1st第2節 vsガンバ大阪戦（三ツ沢公園球技場）
- 1997年5月3日 Jリーグ初得点 - J 1st第6節 vsベルマーレ平塚戦 (三ツ沢公園球技場)
- 1998年11月14日 ハットトリック達成 - J 2nd第17節 vsベルマーレ平塚戦（横浜国際総合競技場）
- 2000年2月13日 フル代表初出場 - アジアカップ予選 vsシンガポール戦（マカオ）
- 2000年2月16日 フル代表初得点 - アジアカップ予選 vsブルネイ戦（マカオ）
- 2002年8月18日 セリエA初出場・初得点 - コッパ・イタリア予選 vsターラント戦（ターラント）
- 2005年8月6日 スコティッシュ・プレミアリーグ初出場 - 第2節 vsダンディー・ユナイテッド（セルティック・パーク）
- 2005年8月28日 スコティッシュ・プレミアリーグ初得点 - 第5節 vsダンファームリン（イースト・エンド・パーク）
- 2006年9月13日 UEFAチャンピオンズリーグ初得点[注釈 10] - グループリーグ第1戦 vsマンチェスター・ユナイテッド戦（オールド・トラッフォード）
- 2019年7月13日 J2リーグ初出場 - 第25節vsレノファ山口FC戦（ニッパツ三ツ沢球技場）
- 2019年10月27日 J2リーグ初得点 - 第38節vs東京ヴェルディ1969戦（ニッパツ三ツ沢球技場）

## 代表歴

### 出場大会など
各本大会での成績は以下の通り。
年代別代表
- U-20代表

1996年 AFCユース選手権1996 ベスト4 6試合出場 1得点
1997年 1997 FIFAワールドユース選手権 ベスト8 5試合出場 1得点
- U-23代表

1998年 アジア大会 2次リーグ敗退 3試合出場 1得点
2000年 シドニーオリンピック ベスト8 4試合出場 0得点
- フル代表

2000年 AFCアジアカップ2000 優勝 5試合出場 0得点
2003年 FIFAコンフェデレーションズカップ2003 グループリーグ敗退 2試合出場 3得点
2004年 AFCアジアカップ2004 優勝 6試合出場 2得点
2005年 FIFAコンフェデレーションズカップ2005 グループリーグ敗退 3試合出場 1得点
2006年 2006 FIFAワールドカップ グループリーグ敗退 3試合出場 1得点
2007年 AFCアジアカップ2007 ベスト4 6試合出場 2得点
2010年 2010 FIFAワールドカップ ベスト16 1試合出場 0得点

### 試合数
- 国際Aマッチ 98試合 24得点（2000年 - 2010年）[112]
  - 先発出場試合数89、交代出場試合数9、警告7、退場0

| 日本代表 | 国際Aマッチ | 国際Aマッチ |
| 年       | 出場        | 得点        |
| -------- | ----------- | ----------- |
| 2000     | 16          | 3           |
| 2001     | 1           | 0           |
| 2002     | 6           | 2           |
| 2003     | 8           | 4           |
| 2004     | 15          | 3           |
| 2005     | 11          | 3           |
| 2006     | 6           | 1           |
| 2007     | 10          | 4           |
| 2008     | 9           | 2           |
| 2009     | 11          | 2           |
| 2010     | 5           | 0           |
| 通算     | 98          | 24          |

### 出場
| #   | 開催日         | 開催地               | スタジアム                         | 対戦国                   | 勝敗        | 監督                 | 試合概要                   |
| --- | -------------- | -------------------- | ---------------------------------- | ------------------------ | ----------- | -------------------- | -------------------------- |
| 1.  | 2000年02月13日 | マカオ               |                                    | シンガポール             | ○3-0        | フィリップ・トルシエ | アジアカップ予選           |
| 2.  | 2000年02月16日 | マカオ               |                                    | ブルネイ                 | ○9-0        | フィリップ・トルシエ | アジアカップ予選           |
| 3.  | 2000年02月20日 | マカオ               |                                    | マカオ                   | ○3-0        | フィリップ・トルシエ | アジアカップ予選           |
| 4.  | 2000年03月15日 | 愛知県               | 神戸総合運動公園ユニバー記念競技場 | 中華人民共和国           | △0-0        | フィリップ・トルシエ | キリンビバレッジ           |
| 5.  | 2000年04月26日 | ソウル               |                                    | 韓国                     | ●0-1        | フィリップ・トルシエ | 国際親善試合               |
| 6.  | 2000年06月04日 | カサブランカ         |                                    | フランス                 | △2-2(PK2-4) | フィリップ・トルシエ | ハッサン2世杯              |
| 7.  | 2000年06月06日 | カサブランカ         |                                    | ジャマイカ               | ○4-0        | フィリップ・トルシエ | ハッサン2世杯              |
| 8.  | 2000年06月11日 | 宮城県               | 宮城スタジアム                     | スロバキア               | △1-1        | フィリップ・トルシエ | キリンカップ               |
| 9.  | 2000年06月18日 | 神奈川県             | 横浜国際総合競技場                 | ボリビア                 | ○2-0        | フィリップ・トルシエ | キリンカップ               |
| 10. | 2000年08月16日 | 広島県               | 広島広域公園陸上競技場             | アラブ首長国連邦         | ○3-1        | フィリップ・トルシエ | キリンチャレンジ           |
| 11. | 2000年10月14日 | サイダ               |                                    | サウジアラビア           | ○4-1        | フィリップ・トルシエ | アジアカップ               |
| 12. | 2000年10月17日 | サイダ               |                                    | ウズベキスタン           | ○8-1        | フィリップ・トルシエ | アジアカップ               |
| 13. | 2000年10月24日 | ベイルート           |                                    | イラク                   | ○4-1        | フィリップ・トルシエ | アジアカップ               |
| 14. | 2000年10月26日 | ベイルート           |                                    | 中華人民共和国           | ○3-2        | フィリップ・トルシエ | アジアカップ               |
| 15. | 2000年10月29日 | ベイルート           |                                    | サウジアラビア           | ○1-0        | フィリップ・トルシエ | アジアカップ               |
| 16. | 2000年12月20日 | 東京都               | 国立霞ヶ丘競技場陸上競技場         | 韓国                     | △1-1        | フィリップ・トルシエ | キリンビバレッジ           |
| 17. | 2001年03月24日 | サンドニ             |                                    | フランス                 | ●0-5        | フィリップ・トルシエ | 国際親善試合               |
| 18. | 2002年03月21日 | 大阪府               | 長居陸上競技場                     | ウクライナ               | ○1-0        | フィリップ・トルシエ | キリンチャレンジカップ     |
| 19. | 2002年04月17日 | 神奈川県             | 横浜国際総合競技場                 | コスタリカ               | △1-1        | フィリップ・トルシエ | キリンチャレンジカップ     |
| 20. | 2002年04月29日 | 東京都               | 国立霞ヶ丘競技場陸上競技場         | スロバキア               | ○1-0        | フィリップ・トルシエ | キリンカップ               |
| 21. | 2002年05月02日 | 兵庫県               | 御崎公園球技場                     | ホンジュラス             | △3-3        | フィリップ・トルシエ | キリンカップ               |
| 22. | 2002年10月16日 | 東京都               | 国立霞ヶ丘競技場陸上競技場         | ジャマイカ               | △1-1        | ジーコ               | キリンチャレンジカップ     |
| 23. | 2002年11月20日 | 埼玉県               | 埼玉スタジアム2002                 | アルゼンチン             | ●0-2        | 山本昌邦（代行）     | キリンチャレンジカップ     |
| 24. | 2003年03月28日 | 東京都               | 国立霞ヶ丘競技場陸上競技場         | ウルグアイ               | △2-2        | ジーコ               | 国際親善試合               |
| 25. | 2003年06月11日 | 埼玉県               | 埼玉スタジアム2002                 | パラグアイ               | △0-0        | ジーコ               | キリンカップ               |
| 26. | 2003年06月18日 | サンドニ             |                                    | ニュージーランド         | ○3-0        | ジーコ               | コンフェデレーションカップ |
| 27. | 2003年06月20日 | サンテティエンヌ     |                                    | フランス                 | ●1-2        | ジーコ               | コンフェデレーションカップ |
| 28. | 2003年08月20日 | 東京都               | 国立霞ヶ丘競技場陸上競技場         | ナイジェリア             | ○3-0        | ジーコ               | キリンチャレンジカップ     |
| 29. | 2003年09月10日 | 新潟県               | 新潟スタジアム                     | セネガル                 | ●0-1        | ジーコ               | キリンチャレンジカップ     |
| 30. | 2003年10月08日 | チュニス             |                                    | チュニジア               | ○1-0        | ジーコ               | 国際親善試合               |
| 31. | 2003年10月11日 | ブカレスト           |                                    | ルーマニア               | △1-1        | ジーコ               | 国際親善試合               |
| 32. | 2004年02月12日 | 東京都               | 国立霞ヶ丘競技場陸上競技場         | イラク                   | ○2-0        | ジーコ               | 国際親善試合               |
| 33. | 2004年02月18日 | 埼玉県               | 埼玉スタジアム2002                 | オマーン                 | ○1-0        | ジーコ               | ワールドカップ予選         |
| 34. | 2004年03月31日 | シンガポール         |                                    | シンガポール             | ○2-1        | ジーコ               | ワールドカップ予選         |
| 35. | 2004年05月30日 | マンチェスター       |                                    | アイスランド             | ○3-2        | ジーコ               | 国際親善試合               |
| 36. | 2004年06月01日 | マンチェスター       |                                    | イングランド             | △1-1        | ジーコ               | 国際親善試合               |
| 37. | 2004年06月09日 | 埼玉県               | 埼玉スタジアム2002                 | インド                   | ○7-0        | ジーコ               | ワールドカップ予選         |
| 38. | 2004年07月09日 | 広島県               | 広島広域公園陸上競技場             | スロバキア               | ○3-1        | ジーコ               | キリンカップ               |
| 39. | 2004年07月13日 | 神奈川県             | 横浜国際総合競技場                 | セルビア・モンテネグロ   | ○1-0        | ジーコ               | キリンカップ               |
| 40. | 2004年07月20日 | 重慶                 |                                    | オマーン                 | ○1-0        | ジーコ               | アジアカップ               |
| 41. | 2004年07月24日 | 重慶                 |                                    | タイ                     | ○4-1        | ジーコ               | アジアカップ               |
| 42. | 2004年07月28日 | 重慶                 |                                    | イラン                   | △0-0        | ジーコ               | アジアカップ               |
| 43. | 2004年07月31日 | 重慶                 |                                    | ヨルダン                 | △1-1(PK4-3) | ジーコ               | アジアカップ               |
| 44. | 2004年08月03日 | 済南                 |                                    | バーレーン               | ○4-3(延長)  | ジーコ               | アジアカップ               |
| 45. | 2004年08月07日 | 北京                 |                                    | 中華人民共和国           | ○3-1        | ジーコ               | アジアカップ               |
| 46. | 2004年10月13日 | マスカット           |                                    | オマーン                 | ○1-0        | ジーコ               | ワールドカップ予選         |
| 47. | 2005年02月09日 | 埼玉県               | 埼玉スタジアム2002                 | 北朝鮮                   | ○2-1        | ジーコ               | ワールドカップ予選         |
| 48. | 2005年03月25日 | テヘラン             |                                    | イラン                   | ●1-2        | ジーコ               | ワールドカップ予選         |
| 49. | 2005年03月30日 | 埼玉県               | 埼玉スタジアム2002                 | バーレーン               | ○1-0        | ジーコ               | ワールドカップ予選         |
| 50. | 2005年06月03日 | マナマ               |                                    | バーレーン               | ○1-0        | ジーコ               | ワールドカップ予選         |
| 51. | 2005年06月16日 | ハノーバー           |                                    | メキシコ                 | ●1-2        | ジーコ               | コンフェデレーションカップ |
| 52. | 2005年06月19日 | フランクフルト       |                                    | ギリシャ                 | ○1-0        | ジーコ               | コンフェデレーションカップ |
| 53. | 2005年06月22日 | ケルン               |                                    | ブラジル                 | △2-2        | ジーコ               | コンフェデレーションカップ |
| 54. | 2005年09月07日 | 宮城県               | 宮城スタジアム                     | ホンジュラス             | ○5-4        | ジーコ               | キリンチャレンジカップ     |
| 55. | 2005年10月08日 | リガ                 |                                    | ラトビア                 | △2-2        | ジーコ               | 国際親善試合               |
| 56. | 2005年10月12日 | キエフ               |                                    | ウクライナ               | ●0-1        | ジーコ               | 国際親善試合               |
| 57. | 2005年11月16日 | 東京都               | 国立霞ヶ丘競技場陸上競技場         | アンゴラ                 | ○1-0        | ジーコ               | キリンチャレンジカップ     |
| 58. | 2006年02月28日 | ドルトムント         |                                    | ボスニア・ヘルツェゴビナ | △2-2        | ジーコ               | 国際親善試合               |
| 59. | 2006年05月30日 | レバークーゼン       |                                    | ドイツ                   | △2-2        | ジーコ               | 国際親善試合               |
| 60. | 2006年06月04日 | デュッセルドルフ     |                                    | マルタ                   | ○1-0        | ジーコ               | 国際親善試合               |
| 61. | 2006年06月12日 | カイザースラウテルン |                                    | オーストラリア           | ●1-3        | ジーコ               | ワールドカップ             |
| 62. | 2006年06月18日 | ニュルンベルク       |                                    | クロアチア               | △0-0        | ジーコ               | ワールドカップ             |
| 63. | 2006年06月22日 | ドルトムント         |                                    | ブラジル                 | ●1-4        | ジーコ               | ワールドカップ             |
| 64. | 2007年03月24日 | 神奈川県             | 横浜国際総合競技場                 | ペルー                   | ○2-0        | イビチャ・オシム     | キリンチャレンジカップ     |
| 65. | 2007年06月05日 | 埼玉県               | 埼玉スタジアム2002                 | コロンビア               | △0-0        | イビチャ・オシム     | キリンカップ               |
| 66. | 2007年07月09日 | ハノイ               |                                    | カタール                 | △1-1        | イビチャ・オシム     | アジアカップ               |
| 67. | 2007年07月13日 | ハノイ               |                                    | アラブ首長国連邦         | ○3-1        | イビチャ・オシム     | アジアカップ               |
| 68. | 2007年07月16日 | ハノイ               |                                    | ベトナム                 | ○4-1        | イビチャ・オシム     | アジアカップ               |
| 69. | 2007年07月21日 | ハノイ               |                                    | オーストラリア           | △1-1(PK4-3) | イビチャ・オシム     | アジアカップ               |
| 70. | 2007年07月25日 | ハノイ               |                                    | サウジアラビア           | ●2-3        | イビチャ・オシム     | アジアカップ               |
| 71. | 2007年07月28日 | パレンバン           |                                    | 韓国                     | △0-0(PK5-6) | イビチャ・オシム     | アジアカップ               |
| 72. | 2007年09月07日 | クラーゲンフルト     |                                    | オーストリア             | △0-0(PK3-4) | イビチャ・オシム     | 3大陸トーナメント          |
| 73. | 2007年09月11日 | クラーゲンフルト     |                                    | スイス                   | ○4-3        | イビチャ・オシム     | 3大陸トーナメント          |
| 74. | 2008年05月27日 | 埼玉県               | 埼玉スタジアム2002                 | パラグアイ               | △0-0        | 岡田武史             | キリンカップ               |
| 75. | 2008年06月02日 | 神奈川県             | 横浜国際総合競技場                 | オマーン                 | ○3-0        | 岡田武史             | ワールドカップ予選         |
| 76. | 2008年06月07日 | マスカット           |                                    | オマーン                 | △1-1        | 岡田武史             | ワールドカップ予選         |
| 77. | 2008年06月14日 | バンコク             |                                    | タイ                     | ○3-0        | 岡田武史             | ワールドカップ予選         |
| 78. | 2008年06月22日 | 埼玉県               | 埼玉スタジアム2002                 | バーレーン               | ○1-0        | 岡田武史             | ワールドカップ予選         |
| 79. | 2008年09月06日 | マナマ               |                                    | バーレーン               | ○3-2        | 岡田武史             | ワールドカップ予選         |
| 80. | 2008年10月09日 | 新潟県               | 新潟スタジアム                     | アラブ首長国連邦         | △1-1        | 岡田武史             | キリンチャレンジカップ     |
| 81. | 2008年10月15日 | 埼玉県               | 埼玉スタジアム2002                 | ウズベキスタン           | △1-1        | 岡田武史             | ワールドカップ予選         |
| 82. | 2008年11月19日 | ドーハ               |                                    | カタール                 | ○3-0        | 岡田武史             | ワールドカップ予選         |
| 83. | 2009年02月11日 | 神奈川県             | 横浜国際総合競技場                 | オーストラリア           | △0-0        | 岡田武史             | ワールドカップ予選         |
| 84. | 2009年03月28日 | 埼玉県               | 埼玉スタジアム2002                 | バーレーン               | ○1-0        | 岡田武史             | ワールドカップ予選         |
| 85. | 2009年05月31日 | 東京都               | 国立霞ヶ丘競技場陸上競技場         | ベルギー                 | ○4-0        | 岡田武史             | キリンカップ               |
| 86. | 2009年06月06日 | タシケント           |                                    | ウズベキスタン           | ○1-0        | 岡田武史             | ワールドカップ予選         |
| 87. | 2009年06月10日 | 神奈川県             | 横浜国際総合競技場                 | カタール                 | △1-1        | 大木武（代行）       | ワールドカップ予選         |
| 88. | 2009年09月05日 | エンスヘーデ         |                                    | オランダ                 | ●0-3        | 岡田武史             | 国際親善試合               |
| 89. | 2009年09月09日 | ユトレヒト           |                                    | ガーナ                   | ○4-3        | 岡田武史             | 国際親善試合               |
| 90. | 2009年10月08日 | 静岡県               | 静岡市清水日本平運動公園球技場     | 香港                     | ○6-0        | 岡田武史             | アジアカップ予選           |
| 91. | 2009年10月14日 | 宮城県               | 宮城スタジアム                     | トーゴ                   | ○5-0        | 岡田武史             | キリンチャレンジカップ     |
| 92. | 2009年11月14日 | ポート・エリザベス   |                                    | 南アフリカ共和国         | △0-0        | 岡田武史             | 国際親善試合               |
| 93. | 2009年11月18日 | 香港                 |                                    | 香港                     | ○4-0        | 岡田武史             | アジアカップ予選           |
| 94. | 2010年03月03日 | 愛知県               | 豊田スタジアム                     | バーレーン               | ○2-0        | 岡田武史             | アジアカップ予選           |
| 95. | 2010年04月07日 | 大阪府               | 長居陸上競技場                     | セルビア                 | ●0-3        | 岡田武史             | キリンチャレンジカップ     |
| 96. | 2010年05月24日 | 埼玉県               | 埼玉スタジアム2002                 | 韓国                     | ●0-2        | 岡田武史             | キリンチャレンジカップ     |
| 97. | 2010年06月04日 | シオン               |                                    | コートジボワール         | ●0-2        | 岡田武史             | 国際親善試合               |
| 98. | 2010年06月19日 | ダーバン             |                                    | オランダ                 | ●0-1        | 岡田武史             | ワールドカップ             |

### ゴール
| #   | 開催年月日     | 開催地       | 対戦チーム       | 勝敗  | 試合概要                             | 出典 |
| --- | -------------- | ------------ | ---------------- | ----- | ------------------------------------ | ---- |
| 1.  | 2000年2月16日  | 中国         | ブルネイ         | ○ 9-0 | AFCアジアカップ2000予選              |      |
| 2.  | 2000年6月11日  | 日本         | スロバキア       | △ 1-1 | キリンカップサッカー2000             |      |
| 3.  | 2000年8月16日  | 日本         | アラブ首長国連邦 | ○ 3-1 | キリンカップサッカー2000             |      |
| 4.  | 2002年5月2日   | 日本         | ホンジュラス     | △ 3-3 | キリンカップサッカー2000             |      |
| 5.  | 2002年5月2日   | 日本         | ホンジュラス     | △ 3-3 | キリンカップサッカー2000             |      |
| 6.  | 2003年3月28日  | 日本         | ウルグアイ       | △ 2-2 | 国際親善試合                         |      |
| 7.  | 2003年6月18日  | フランス     | ニュージーランド | ○ 3-0 | FIFAコンフェデレーションズカップ2003 |      |
| 8.  | 2003年6月18日  | フランス     | ニュージーランド | ○ 3-0 | FIFAコンフェデレーションズカップ2003 |      |
| 9.  | 2003年6月20日  | フランス     | フランス         | ● 1-2 | FIFAコンフェデレーションズカップ2003 |      |
| 10. | 2004年6月9日   | 日本         | インド           | ○ 7-0 | 2006 FIFAワールドカップ・アジア予選  |      |
| 11. | 2004年7月20日  | 中国         | オマーン         | ○ 1-0 | AFCアジアカップ2004                  |      |
| 12. | 2004年7月24日  | 中国         | タイ             | ○ 4-1 | AFCアジアカップ2004                  |      |
| 13. | 2005年6月22日  | ドイツ       | ブラジル         | △ 2-2 | FIFAコンフェデレーションズカップ2005 |      |
| 14. | 2005年9月7日   | 日本         | ホンジュラス     | ○ 5-4 | キリンチャレンジカップ2005           |      |
| 15. | 2005年10月8日  | ラトビア     | ラトビア         | △ 2-2 | 親善試合                             |      |
| 16. | 2006年6月12日  | ドイツ       | オーストラリア   | ● 1-3 | 2006 FIFAワールドカップ              |      |
| 17. | 2007年7月13日  | ベトナム     | アラブ首長国連邦 | ○ 3-1 | AFCアジアカップ2007                  |      |
| 18. | 2007年7月16日  | ベトナム     | ベトナム         | ○ 4-1 | AFCアジアカップ2007                  |      |
| 19. | 2007年9月11日  | オーストリア | スイス           | ○ 4-3 | 3大陸トーナメント                    |      |
| 20. | 2007年9月11日  | オーストリア | スイス           | ○ 4-3 | 3大陸トーナメント                    |      |
| 21. | 2008年6月2日   | 日本         | オマーン         | ○ 3-0 | 2010 FIFAワールドカップ・アジア予選  |      |
| 22. | 2008年9月6日   | バーレーン   | バーレーン       | ○ 3-2 | 2010 FIFAワールドカップ・アジア予選  |      |
| 23. | 2009年3月28日  | 日本         | バーレーン       | ○ 1-0 | 2010 FIFAワールドカップ・アジア予選  |      |
| 24. | 2009年11月18日 | 香港         | 香港             | ○ 4-0 | AFCアジアカップ2011 (予選)           |      |

## SHUNSUKE NAKAMURA FAREWELL MATCH
出典：
日時：2023年12月17日(日)14：00〜
開催スタジアム：ニッパツ三ツ沢球技場
主催：公益社団法人日本プロサッカーリーグ
主管：一般社団法人神奈川県サッカー協会/株式会社横浜フリエスポーツクラブ

### 審判団
- 主審：家本政明
- 副審：聳城巧・高寺恒如
- 4審：武田進

### 招集メンバー
＊太字は現役選手(2025年5月11日現在)
＊所属先は2025年5月11日現在の所属クラブ
| ポジション | 名前                       | 備考                          |
| ---------- | -------------------------- | ----------------------------- |
| GK         | 竹重安希彦                 |                               |
| GK         | 南雄太                     |                               |
| DF         | 早川知伸                   |                               |
| DF         | 田所諒                     |                               |
| DF         | 田代真一                   |                               |
| DF         | 武田英二郎                 |                               |
| DF         | 伊野波雅彦                 |                               |
| DF         | カルフィン・ヨン・ア・ピン |                               |
| DF         | 星キョーワァン             | ブラウブリッツ秋田 所属       |
| MF         | 瀬古樹                     | ストーク・シティFC所属        |
| MF         | 松浦拓弥                   | 品川CC横浜所属                |
| MF         | 小野智吉                   |                               |
| MF         | 齋藤功佑                   | 東京ヴェルディ所属            |
| MF         | 佐藤謙介                   |                               |
| MF         | 奥大介                     |                               |
| MF         | 中里崇宏                   | いわてグルージャ盛岡所属      |
| MF         | 内田智也                   |                               |
| MF         | 三浦淳宏                   |                               |
| MF         | 小野信義                   |                               |
| MF         | 松井大輔                   |                               |
| MF         | 中村俊輔                   |                               |
| FW         | 久保竜彦                   |                               |
| FW         | 城彰二                     |                               |
| FW         | 瀬沼優司                   | SC相模原所属                  |
| FW         | 永井雄一郎                 | KONOSU CITY FOOTBALL CLUB所属 |
| FW         | 福田健二                   |                               |
| FW         | 大久保哲哉                 | FIFTY CLUB所属                |
| FW         | 渡邉千真                   | SHIBUYA CITY FC所属           |
| FW         | 草野侑己                   | 水戸ホーリーホック所属        |
| 監督       | 奥寺康彦                   |                               |

| ポジション | 名前               | 備考       |
| ---------- | ------------------ | ---------- |
| GK         | 川口能活           |            |
| GK         | 曽ヶ端準           |            |
| GK         | 楢﨑正剛           |            |
| DF         | 内田篤人           |            |
| DF         | 坪井慶介           |            |
| DF         | 駒野友一           |            |
| DF         | 松田直樹           |            |
| DF         | 田中マルクス闘莉王 |            |
| DF         | 中田浩二           |            |
| DF         | 加地亮             |            |
| DF         | 中澤佑二           |            |
| DF         | 宮本恒靖           |            |
| DF         | 長友佑都           | FC東京所属 |
| DF         | 三都主アレサンドロ |            |
| MF         | 阿部勇樹           |            |
| MF         | 中村俊輔           |            |
| MF         | 今野泰幸           | 南葛SC所属 |
| MF         | 福西崇史           |            |
| MF         | 本山雅志           |            |
| MF         | 稲本潤一           |            |
| MF         | 小野伸二           |            |
| MF         | 小笠原満男         |            |
| MF         | 明神智和           |            |
| MF         | 中田英寿           |            |
| MF         | 遠藤保仁           |            |
| MF         | 中村憲剛           |            |
| FW         | 大黒将志           |            |
| FW         | 佐藤寿人           |            |
| FW         | 玉田圭司           |            |
| FW         | 大久保嘉人         |            |
| FW         | 高原直泰           |            |
| FW         | 鈴木隆行           |            |
| FW         | 柳沢敦             |            |
| 監督       | 山本昌邦           |            |

## 指導歴
- 2023年 - 横浜FC コーチ

## タイトル・記録

### クラブタイトル
横浜Fマリノス
- Jリーグ1stステージ：1回（2000年）
- ナビスコカップ：1回（2001年）
- 天皇杯：1回（2013年）

セルティックFC
- スコティッシュ・プレミアリーグ：3回（2005-06、2006-07、2007-08）
- スコティッシュカップ：1回（2006-07）
- スコティッシュリーグカップ：2回（2005-06、2008-09）

### 個人タイトル
- Jリーグ優秀新人賞（1997年）
- Jリーグオールスターサッカー 敢闘賞（1999年）[119]
- Jリーグ優秀選手賞：7回（1999年 - 2001年、2012年 - 2013年、2015年、2017年）
- Jリーグベストイレブン：3回（1999年 - 2000年、2013年）
- Jリーグ最優秀選手賞：2回（2000年、2013年）
- 日本年間最優秀選手賞：2回（2000年、2013年）
- Jリーグ月間MVP：2回（2013年3月、2015年10月）
- Jリーグ月間ベストゴール賞：4回（2015年7月、8月、2017年5月、2019年10月）
- Jクロニクルベスト ベストイレブン（2013年）
- AFC All Star Team（2000年）
- AFCアジアカップベストイレブン：2回（2000年、2004年）
- AFCアジアカップ MVP：1回（2004年）
- スコットランドPFA年間最優秀選手賞：1回（2006-07）
- スコットランド・サッカー記者協会年間最優秀選手賞：1回（2006-07）
- スコティッシュ・プレミアリーグベストイレブン：1回（2006-07）
- スコットランドリーグスポンサー年間最優秀選手賞:1回（2006-07）
- スコティッシュプレミアリーグ年間ベストゴール：1回（2006-07、ダンディユナイテッド戦）
- セルティック・ゴール・オブ・ザ・シーズン：1回（2007-08、レンジャーズ戦）
- J30ベストアウォーズ ベストイレブン（2023年）
- J30ベストアウォーズ ベストゴール (フリーキック部門、2023年)

### 記録
- Jリーグ通算のフリーキックによる得点：24（歴代1位）[120]

### その他
- 日本プロスポーツ大賞 殊勲賞：1回（2000年）
- 報知プロスポーツ大賞 Jリーグ部門：1回（2000年）
- 戸塚区区民栄誉賞（2023年）[121]

## 出演

### テレビ番組
- GET SPORTS（テレビ朝日）
- ドラえもん（テレビ朝日） W杯の特別企画で、絵かき歌に挑戦した。
- ウルトラマンDASH（2012年 - 2015年　日本テレビ）

### スポーツ番組
- 中村俊輔プレミアムトークセッション（2023年2月 - 、WOWOW）

### CM
- 日本コカ・コーラ
  - アクエリアス（2001年）
- 日本ビクター
- キリンビール
  - 麒麟淡麗〈生〉
- adidas
  - 『サッカー狂症候群 中村俊輔篇』（2002年）
  - 『+10 中村俊輔+10 vs デルピエロ+10篇』（2006年） - アレッサンドロ・デル・ピエロとの共演
  - 『JOSE+10』（2006年）
- ファミリーマート
- アダムス
  - 「リカルデント」（2003年）
- 大塚製薬
  - 「オロナミンC」（2005年） - 上戸彩との共演
  - 「ポカリスエット」（2008年） - 熊本限定
  - 「ポカリスエット」（2008年） - 『機能篇』
- コナミ
  - 「ウイニングイレブン9」（2005年） - ジーコとの共演
  - 「ウイニングイレブン10」（2006年） - ジーコとの共演
- ヤマダ電機 （2006年 -2010年）
  - 『For Your JUST篇』
  - 『ヤマダに新戦力篇』
- シュガーレディー（2006年） - 稲本潤一との共演
- TOYOTA 「トビラを開けよう」キャンペーン（2006年）
- AIDEM 「i のある仕事を」キャンペーン（2006年 - 2008年）
- スバル「エクシーガ」（2009年 - 2010年）
- コーセー「adidas skin protection」（2010年）
- サイバードホールディングス「バーコードフットボーラー」（2014年2月 - ）
- サッポロビール「黒ラベル」大人エレベーター・35歳編（2014年3月 - ）
- 中村俊輔本人をイメージした香水、「メシア10」の広告など他多数
- 日産自動車
  - 「NOTE」（2015年）榎本哲也との共演
  - 「SERENA」（2015年）

### PV
- Hi-Fi CAMP 「だから一歩前に踏み出して」（2009年）

## 出版

### 執筆書籍
- 2005年 Ciao! - 中村俊輔イタリア日記（ソニーマガジンズ）ISBN 4-7897-2539-1
- 2008年 察知力（幻冬舎）ISBN 4-3449-8081-6
- 2009年 夢をかなえるサッカーノート（文藝春秋）ISBN 4-1637-1740-4
- 2019年 中村俊輔式 サッカー観戦術（ワニブックス）ISBN 978-4-8470-6619-1

### 関連書籍
- 2000年 中村俊輔 - 世界へはなつシュート（旺文社、北条正士）ISBN 4-01-072495-1
- 2001年 シュンスケ! - 中村俊輔ファンタジスタへの予感（小学館）ISBN 4-09-102343-6
- 2001年 天才レフティー、中村俊輔（ラインブックス、中村俊輔担当記者グループ）ISBN 4-86204-010-1
- 2002年 中村俊輔 飛翔 （ラインブックス、中村俊輔担当記者グループ）ISBN 4-89809-106-7
- 2002年 中村俊輔 リスタート （文藝春秋、佐藤俊）ISBN 4-16-358840-X
- 2003年 黄金のカルテット 中村俊輔物語（汐文社、本郷陽二）ISBN 4-8113-7644-7
- 2003年 海を渡ったヒーローたち - 中村俊輔・稲本潤一・小野伸二・中田英寿（汐文社、本郷陽二）ISBN 4-8113-7654-4
- 2003年 『プライド』 中村俊輔 オフィシャルドキュメントブック（ソニー・マガジンズ、藤沼正明）ISBN 4-7897-2162-0
- 2004年 中村俊輔 栄光への疾走（鹿砦社、中村俊輔取材班）ISBN 4-8463-0559-7
- 2005年 SHUNSUKE 中村俊輔 イタリアの軌跡（朝日新聞社、アルフレード・ペドゥッラ）ISBN 4-02-261474-9
- 2006年 中村俊輔フォトブック 「NAKAMURA SHUNSUKE」（ワニマガジン社、横内禎久）ISBN 4-89829-757-9
- 2007年 LEGEND OF THE ATHLETE 中村俊輔物語（集英社、工藤晋・大内冬樹）ISBN 4-08-874357-1
- 2007年 ファンタジスタ中村俊輔（汐文社、本郷陽二）ISBN 4-8113-8425-3
- 2007年 中村俊輔世界をかける背番号10（ファンタジスタ）（学習研究社、矢内由美子）ISBN 4-05-202814-7

### DVD
- SHUNSUKE
- FANTASISTA Shunsuke Nakamura IN SCOTLAND GLASGOW
- 中村俊輔の“I Love Soccer”サッカー教室〈永久保存版〉
- 中村俊輔DVDバイオグラフィー 2002 - 2005
- セルティック 2005 - 2006シーズン リーグチャンピオンへの軌跡
- SHUNSUKE NAKAMURA THE SECRET OF DIRECT FREE KICK 中村俊輔 直接フリーキックの極意